# プロキノスクス
プロキノスクス（Procynosuchus、ギリシア語:「犬のワニの以前」）は古生代ペルム紀後期（2億4,750万 - 2億4,500万年前、タタール期またはロピンギアン期後半）に生息していた単弓類の絶滅した属。単弓綱・獣弓目。キノドン類の中でも初期のグループに属する。

## 形態
体長約50cmほどの、カワウソ型の動物。前犬歯が存在し、二次口蓋が不完全である、特殊化のみられない肋骨をもつなど、やや祖先的な形態を留める。その一方で、先行するドヴィニアよりも下顎切歯が片側四本となるなど特殊化も見られる。
また他のキノドン類には見られない形態としては、身体の前半では脊椎の屈曲の自由度はあまり高くないが、腰部では左右へ可動性が大きいことが挙げられる。同時に尾椎の横突起が発達して筋肉の付着部が拡大し、また脛骨および腓骨の拡幅が見られる。これらは身体の後部を左右に振ることに適した形態であると推定されており、ある程度水中生活へ適応していたのではないかといわれる。

## 生態
上記の特徴から、四肢に水掻きを持ち、水中で魚などを捕食していたのではないかといわれている。この当時のキノドン類は総じて小型のものが多く、主要なニッチの多くはゴルゴノプス類やディキノドン類などに占められていたので、水際などへと生活の場を求めたとされる。

## 分布
南アフリカのカルー、ザンビアなどから化石が出土している。